# York Art Gallery
La York Art Gallery est un musée d'art de la ville d'York, situé dans le Yorkshire du Nord au Royaume-Uni.

## Collections
Les collections du musée contiennent plus d'un millier de peintures allant du XIVe siècle au XIXe siècle, 17 000 dessins, 3 000 pièces d'art décoratif et  5 000 de studio pottery (en).